# モーションポートレート
モーションポートレート（Motion Portrait）とは、正面から撮影された1枚の顔画像を3次元CG画像に変換することで、様々な表情を持った顔のアニメーションの自動生成を実現する画像処理技術である。この処理はソフトウェアのみにより実現される。
本技術では、生成された3次元CG画像に対する、マウスやタッチペン等の入力に合わせて顔を傾けさせたり、目線や口を動かして表情を変えるなどの3次元CG画像に対するインタラクティブな操作を実現している。
また、本技術を適用できる画像は人物写真に限らず、2次元のアニメキャラクタ、動物、植物などといった幅広い対象に対し適用可能となっている。そのため、本技術を利用しゲーム内のキャラクタの表情の生成が行われた事例も幾つか見られる。
本技術の根幹部分はソニー木原研究所（現・ソニー）において2005年頃に研究開発され、2007年に事業化された。
パナソニック社も類似の技術を有しており、自社のマーケティング目的で使用したりしている。ただ、モーションポートレートという言葉は使用していない。モーションポートレート社はモーションポートレートを電子関連の商品を指定して商標登録している。従ってその指定商品以外の商品についてモーションポートレートを使用することは第三者は可能であるが、パナソニック社とモーションポートレート社とは事業領域が重なるため使用を控えていると考えられる。